# Pau Oliver
Pau Oliver (Cotlliure, Vallespir, 1842 - Cotlliure, Vallespir, 1890) va ser un farmacèutic i botànic català.
Deixeble de Jules Émile Planchon, fou un dels primers i més destacats lluitadors contra el flagell de la fil·loxera a la Catalunya del Nord, després d'estudiar-lo científicament i d'aprendre la manera de combatre'l. També es dedicà a divulgar-la entre els propietaris i els pagesos d'aquestes terres. I fou un defensor aferrissat de la reconstitució de les vinyes amb mallols americans. Des de l'any 1874 fou vicepresident de la Comissió Departamental de Defensa contra la Fil·loxera dels Pirineus Orientals. Igualment, fou un dels primers a advertir del perill d'invasió d'aquest mal a l'Empordà procedent dels focus nord-catalans, situats a la frontera del Tractat dels Pirineus. Molt relacionat amb el figuerenc Narcís Fages de Romà, el setembre de 1879 pronuncià a Figueres un cicle de conferències per a la divulgació de la lluita contra la fil·loxera.
Actiu herborista, preparava una obra sobre la flora de la Catalunya del Nord, on pretenia recollir totes les citacions botàniques antigues i modernes d'aquesta zona i ampliar-les amb les seves pròpìes observacions. Ocupat en aquesta tasca fent llargues estades en aquests indrets, el sorprengué la mort. Llegà el seu herbari i la seva biblioteca a la Universitat de Montpeller i els seus treballs serviren de base per a la flora de Gaston Gautier. Tingué també cura dels arxius locals de Cotlliure i publicà algunes notes sobre els costums de la seva vila natal.